# Omvendt brændselscelle
En regenerativ brændselscelle eller omvendt brændselscelle (RFC - kort for eng. reverse fuel cell) er en brændselscelle, der kører i omvendt tilstand, og som forbruger elektricitet og kemikalie B for at producere kemikalie A.
Per definition kan processen i enhver brændselscelle vendes om. En given enhed er dog normalt optimeret til at fungere i én tilstand og er muligvis ikke bygget på en sådan måde, at den kan betjenes baglæns. Standardbrændselsceller, der drives baglæns, er generelt ikke særlig effektive systemer, medmindre de er specialbygget til at gøre det, som med højtrykselektrolysatorer, regenerative brændselsceller, fastoxidelektrolysatorceller og enhedsbaserede regenerative brændselsceller.